# Breisacher Straße 7 (München)

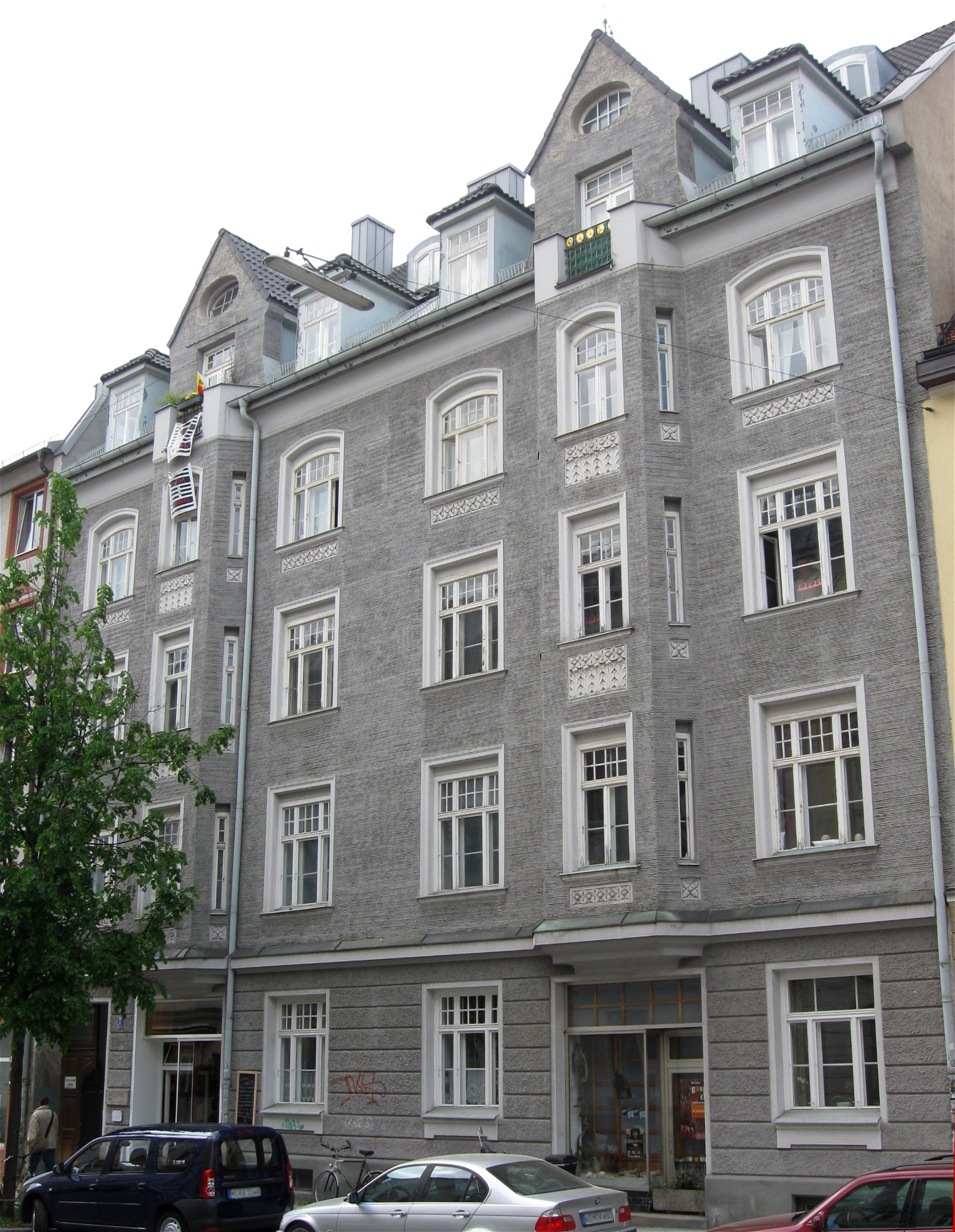
Haus Breisacher Straße 7 in München-Haidhausen

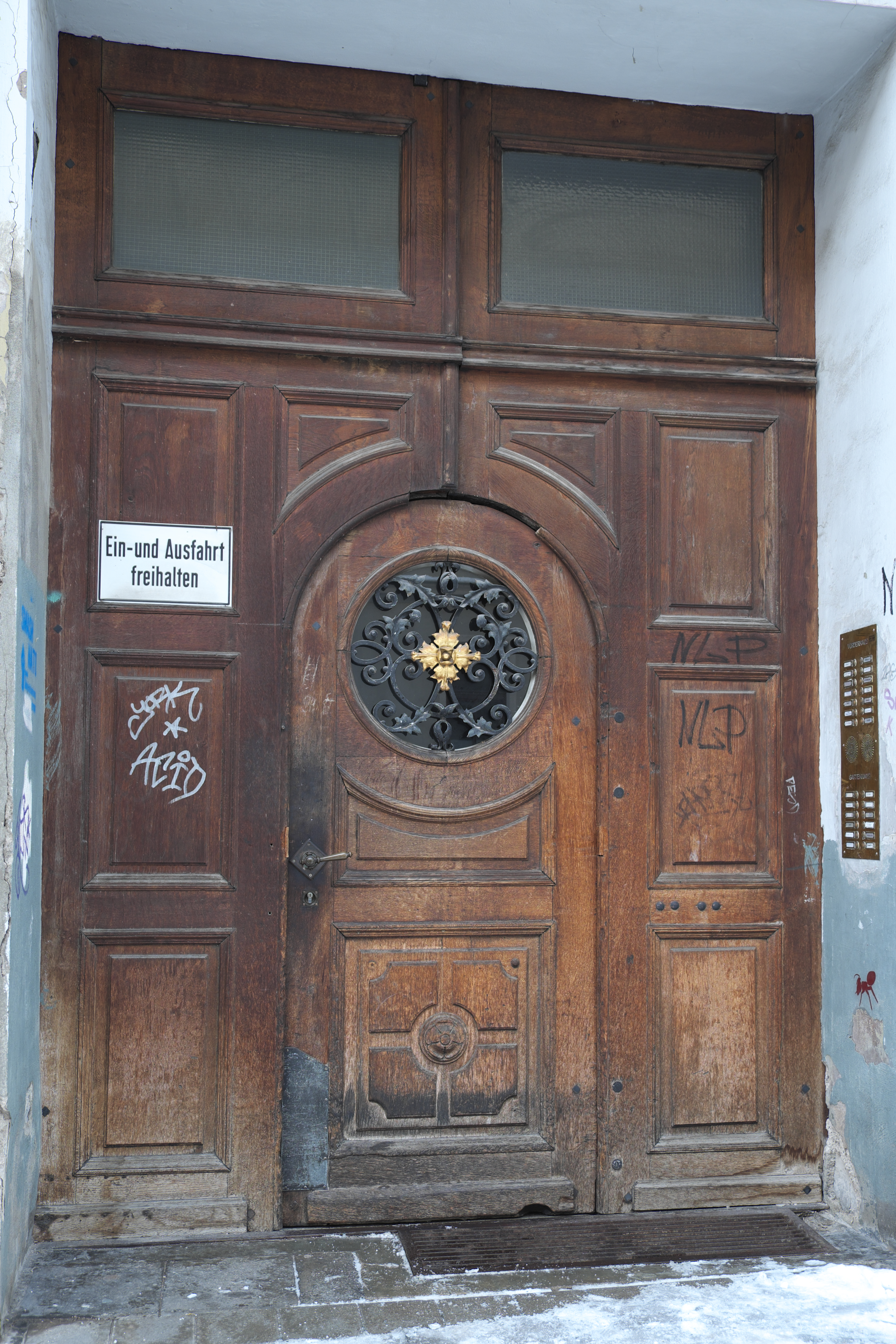
Haustür aus der Erbauungszeit

Das Haus Breisacher Straße 7 ist ein denkmalgeschütztes Mietshaus im Münchner Stadtteil Haidhausen.
Das Haus im Jugendstil, mit zwei Erkern, wurde um 1900 errichtet.